# Dasiops quadrisetosus
Dasiops quadrisetosus is een vliegensoort uit de familie van de Lonchaeidae. De wetenschappelijke naam van de soort is voor het eerst geldig gepubliceerd in 1914 door Malloch.